# Воскресенська Ніна
Ні́на Воскресе́нська (нар. 1960, Київ) — українська дитяча письменниця.

## Біографічні відомості
Працювала інженером, програмістом, журналістом, редактором, верстальником, лаборантом у хімічному кабінеті та навіть бетонником третього розряду. 
Дипломант Всеукраїнського конкурсу «Коронація слова-2004» за повість «Володар Країни мрій», 2-ге місце на Всеукраїнському конкурсі творів для дітей «Золотий лелека» (2007 рік) за твір «Руда ворона», 1-е місце на IV Міжнародному конкурсі «Корнейчуковская премия» у номінації твори для дітей молодшого віку за повість «Інше життя Кассандри Котової» (2016 рік), диплом за своєрідність поетичного мислення VII міжнародного літературного конкурсу творів для дітей та юнацтва «Корнійчуковська премія» за збірку віршів «Кото сапіенси та інші розумні істоти» (2019 р.).
Твори друкувалися в дитячих журналах «Професор Крейд», «Пізнайко».

## Основні твори
- Володар Країни мрій (К.: Зелений пес, 2005)
- Останнє бажання короля (К.: Зелений пес, 2006)
- Легенда про Бовдура Великого (К.: Грані-Т, 2007)
- Властелин Страны Желаний (К.: Грані-Т, 2007)
- Последнее желание короля (К.: Грані-Т, 2007)
- Дивовижні пригоди Наталки в країні Часу (К.: Грані-Т, 2007)
- Ніна Воскресенська про Олександра Македонського, Клеопатру VII, Івана Котляревського, Фрітьофа Нансена, Гарі Гудіні (К.: Грані-Т, 2007)
- Нина Воскресенська об Александре Македонском, Клеопатре VII, Иване Котляревском, Фритьофе Нансене, Гарри Гудини (К.: Грані-Т, 2007)
- Веселі літери: абетка (К.: Грані-Т, 2008)
- Руда Ворона (К.: Грані-Т, 2008)
- Першокласні історії (Тернопіль : Навчальна книга - Богдан , 2009)
- Ким стати? абетка (Тернопіль : Навчальна книга - Богдан , 2012)